# كريس باب
كريس باب (بالإنجليزية: Chris Babb)‏ مواليد 14 فبراير 1990 في توبيكا، هو لاعب كرة سلة محترف أمريكي بدأ مسيرته الاحترافية في سنة 2013 يلعب مع فريق راتيوفارم أولم في الدوري الألماني لكرة السلة ويحمل الرقم 19. يبلغ طوله 6 قدم 5 بوصة (2.0 م).

## فرق لعب لها
- بوسطن سيلتكس
- راتيوفارم أولم

## إحصائيات المسيرة

### الموسم الاعتيادي
| السنة   | الفريق       | لعب | بدأ | دقيقة | ميداني% | ثلاثية | حرة  | ارتداد | صنع | استلاب | تصدي | نقطة |
| ------- | ------------ | --- | --- | ----- | ------- | ------ | ---- | ------ | --- | ------ | ---- | ---- |
| 2013–14 | بوسطن سيلتكس | 14  | 0   | 9.4   | .267    | .222   | .000 | 1.2    | .2  | .4     | .0   | 1.6  |
| المسيرة | المسيرة      | 14  | 0   | 9.4   | .267    | .222   | .000 | 1.2    | .2  | .4     | .0   | 1.6  |

## روابط خارجية
- كريس باب على موقع الدوري الأوروبي لكرة السلة (الإنجليزية)
- كريس باب على موقع إن بي أي (الإنجليزية)
- كريس باب على موقع سبورتس رفرنس (الإنجليزية)
- كريس باب على موقع كرة السلة الأوروبية.كوم (الإنجليزية)
- كريس باب على موقع كلية كرة السلة في سبورتس رفرنس.كوم (الإنجليزية)
- كريس باب على موقع ريلجم (الإنجليزية)
- كريس باب على موقع بروبوليرز (الإنجليزية)
- كريس باب على موقع سبورتس رفرنس (الإنجليزية)
- كريس باب على موقع سبورتس رفرنس (الإنجليزية)